# Épégard
Épégard é uma comuna francesa na região administrativa da Normandia, no departamento de Eure. Estende-se por uma área de 4,43 km². Em 2010 a comuna tinha 568 habitantes (densidade: 128,2 hab./km²).